# Giuseppe De Sanctis
Giuseppe De Sanctis (Napoli, 21 giugno 1858 – Napoli, 18 giugno 1924) è stato un pittore italiano.

## Biografia
Nacque a Napoli nel 1858 e intraprese la carriera artistica su incoraggiamento del padre Cesare, un uomo d'affari amante delle arti e della musica, amico di Giuseppe Verdi. Si iscrisse all'Istituto di Belle Arti di Napoli e fu allievo di Domenico Morelli, di Filippo Palizzi e di Gioacchino Toma.
Con una sua opera "La preghiera della sera a Bisanzio" (che fu acquistata dal re Umberto I) vinse sul finire degli anni ottanta del XIX secolo la medaglia d'argento all'Esposizione di Palermo.
Operò anche all'estero, a Londra e soprattutto a Parigi, dove fu allievo di Gèrome e di Bouveret e, come altri grandi artisti italiani dell'epoca, dipinse per il mercante Goupil.
Con l'esperienza parigina la sua pittura divenne più delicata ed elegante, soprattutto nei bei ritratti muliebri eseguiti a cavallo degli anni tra la fine del 1800 e gli inizi del 1900.
Partecipò alle Promotrici napoletane dal 1882 al 1917.
Fu professore onorario delle Accademie di Belle Arti di Napoli ed Urbino e insegnò incisione e acquaforte presso il Reale Istituto di Belle Arti di Napoli.
Il suo dipinto "Donna fra le ortensie" si trova presso la Pinacoteca di Capodimonte.